# Jardim (Ceará)
Jardim, amtlich Município de Jardim, früher auch Cidade de Jardim, ist eine Kleinstadt mit großem Gemeindegebiet im brasilianischen Bundesstaat Ceará in der Região Norte. Sie ist rund 540 km von der Hauptstadt Fortaleza entfernt. Die Bevölkerungszahl wurde zum 1. Juli 2018 auf 27.284 Einwohner geschätzt. Die Einwohner, die auf dem etwa 552,4 km² großen Gebiet (Stand: 2017) leben, werden Jardinenser (portugiesisch jardinenses) genannt. Die Bevölkerungsdichte lag 2010 bei 48,3 Personen pro km², wobei die damalige Fläche nur rund 479,2 km² betrug. Jardim ist Teil der Metropolregion Cariri. Mit fünf weiteren Orten in Ceará ist es Teil des Geopark Araripe der UNESCO Global Geoparks.

## Geographie
Das Gemeindegebiet liegt in der Chapada de Araripe (Araripe-Gebirge oder auch Araripe-Plateau). Die Landschaft und Biom sind vorwiegend durch Cerrado, Cerradão und Caatinga geprägt.
Der Munizip ist seit 1968 in drei Distrikte geteilt: Jardim (Sitz), Jardimirim und Corrente. Im Südwesten grenzt Jardim an den Bundesstaat Pernambuco.

## Klima
Das Klima ist tropisch nach der Klimaklassifikation nach Köppen und Geiger Aw. Die Durchschnittstemperatur beträgt 23,1 °C. Die Winter sind trockener als die Sommer, die jährliche Niederschlagsmenge beträgt durchschnittlich 839 mm.
Monatliche Durchschnittstemperaturen und -niederschläge für Jardim
|                   | Jan  | Feb | Mär  | Apr  | Mai  | Jun  | Jul  | Aug  | Sep  | Okt | Nov  | Dez  |   |      |
| Temperatur (°C)   | 24,5 | 24  | 23,3 | 22,9 | 22,2 | 21,4 | 21,2 | 21,9 | 23,2 | 24  | 24,7 | 24,5 | Ø | 23,1 |
| Niederschlag (mm) | 107  | 145 | 197  | 145  | 55   | 38   | 26   | 6    | 7    | 18  | 29   | 66   | Σ | 839  |

## Geschichte
Das Gemeindegebiet ist ursprünglicher Siedlungsraum der indigenen Cariri (auch als Kariri geschrieben).

2017 änderte das Instituto Brasileiro de Geografia e Estatística die Zuordnung zu geostatistischen Regionen und teilte die Gemeinde der Região geográfica imediata Juazeiro do Norte und der Região geográfica intermediária Juazeiro do Norte zu.

## Stadtverwaltung
Exekutive: Bei der Kommunalwahl 2016 für Ceará wurde Aniziario Jorge Costa Stadtpräfekt (Bürgermeister) für die Amtszeit von 2017 bis 2020, der für den Partido Comunista do Brasil (PCdoB) angetreten war. Die Legislative liegt bei einem Stadtrat (Câmara Municipal) aus elf gewählten Stadtverordneten (vereadores).

## Wirtschaft
Obwohl die Mehrheit der Bevölkerung auf dem Land lebt und arbeitet, basieren 74,2 % der Wirtschaft auf der Erbringung von Dienstleistungen, mit einem Beitrag von 17,8 % in der Landwirtschaft und 8 % in der Industrie.

## Lebensstandard
Der Index der menschlichen Entwicklung für Städte, abgekürzt HDI (portugiesisch: IDH-M), lag 1991 bei dem sehr niedrigen Wert von 0,304, im Jahr 2000 bei dem als niedrig eingestuften Wert von 0,439, im Jahr 2010 bei dem mittleren Wert von 0,614.
| 1991                 | 2000            | 2010               |
| -------------------- | --------------- | ------------------ |
| 0,304 (sehr niedrig) | 0,439 (niedrig) | 0,614 (mittelhoch) |

## Ethnische Zusammensetzung
Ethnische Gruppen nach der statistischen Einteilung des IBGE (Stand 2010 mit 26.688 Einwohnern): Von diesen lebten 2010 rund 9000 oder 33 % der Einwohner im kleinstädtischen Bereich und rund 17.700 oder 66 % im ländlichen Raum.
| Gruppe    | Anteil (2010) | Anmerkung                        |
| --------- | ------------- | -------------------------------- |
| Pardos    | 19.147        | Mischrassige, Mulatten, Mestizen |
| Brancos   | 5.539         | Weiße, Nachfahren von Europäern  |
| Pretos    | 1.452         | Schwarze                         |
| Amarelos  | 489           | Asiaten                          |
| Indígenas | keine Angaben | indigene Bevölkerung             |

## Kult
Jardim gehört zum Bistum Crato.